# 孟文理
孟文理（德語：Ulrich Manthe，1947年—），生于萨尔的洪堡，德国罗马法法学家。1985年起担任帕绍大学法学教授，专业领域为民法、罗马法，2012年退休。2011年起成为巴伐利亚科学院（哲学-历史）院士。

## 生平
孟文理在第一次德国法学国家考试后，1973年到1974年赴北京语言学院留学，攻读汉语专业，当时正值文革时期。返回德国后，1977年通过第二次法学国家考试，并在约瑟夫·格奥尔格·沃尔夫（Josef Georg Wolf）教授的指导下攻读博士，主修罗马法。他随后继续在弗莱堡完成教授资格论文，专业领域为罗马法、民法和近代私法史。
1985年，他赴帕绍大学担任民法和罗马法教授，同时教授古汉语。1996年，他成为南京大学客座教授，1999年，俄罗斯克拉斯诺尔亚斯克大学客座教授。
孟文理著作颇丰，学术作品被翻译为汉语、日语、韩语、意大利语、现代希腊语，曾担任“当代德国法学名著”顾问，为江平、米健《罗马法基础》提供咨议。